# Сары-Камыш (Ак-Суйский район)
Сары-Камыш (кирг. Сары-Камыш) — село в Ак-Суйском районе Иссык-Кульской области Кыргызстана. Административный центр Кереге-Ташского аильного округа. Код СОАТЕ — 41702 205 818 01 0.

## Население
По данным переписи 2009 года, в селе проживало 1764 человека.